# Rainer Wirth
Rainer Klaus Wirth Castro (Santiago del Cile, 25 ottobre 1982) è un ex calciatore cileno, di ruolo portiere.
È figlio dell'ex portiere Óscar Wirth.